# NGC 206
Az NGC 206 egy csillagfelhő az Andromeda csillagképben.

## Felfedezése
William Herschel fedezte fel 1786. október 17-én.